# Ramón Meléndez
Ramón Meléndez (San Salvador, alcaldía mayor de San Salvador, Capitanía General de Guatemala 1785 - San Salvador, estado de El Salvador, República Federal de Centroamérica 11 de febrero de 1837) fue un político y secretario salvadoreño que se desempeñó como secretario de la diputación provincial (luego junta gubernativa) de la provincia de San Salvador, diputado por San Vicente en el congreso de esa provincia, y diputado por San Salvador en el congreso constituyente del estado del Salvador en 1824.

## Biografía
Ramón Meléndez nació en San Salvador, alcaldía mayor de San Salvador, Capitanía General de Guatemala por el año de 1785. Sería secretario de la diputación provincial de la provincia de San Salvador; y luego de la junta gubernativa, que el 11 de enero de 1822 declaró a la provincia independiente de Guatemala (al estar opuesta a la anexión al imperio Mexicano).
Sería electo diputado por el partido o distrito de San Vicente para el congreso de la provincia, que realizaría sus funciones en los meses de noviembre y diciembre de 1822. Posteriormente, participaría en las batallas contra los ejércitos imperiales de México y Guatemala.
En 1824 sería electo diputado por San Salvador para el congreso constituyente del estado del Salvador, donde se desempeñaría como secretario de esa legislatura. Más adelante, sería diputado en la legislatura ordinaria de 1826; en la que, junto con Juan Manuel Rodríguez y Miguel José de Castro y Lara, integraría la comisión especial que el 21 de octubre establecería que el estado salvadoreño se conduciría de forma distinta frente a los problemas acaecidos en la capital de la República Federal de Centroamérica.
Fallecería el 11 de febrero de 1837 en su hacienda San Roque (que estaba ubicada al oriente de San Salvador), siendo sepultado en la iglesia de San Sebastián de esa ciudad. Legaría sus bienes al Hospital General de San Salvador, según consta en su testamento que fue conservado por el doctor Emeterio Oscar Salazar.